# 海燕核動力巡弋飛彈
海燕核動力巡航导弹（9M730 Burevestnik）是一款俄羅斯研發中的核動力巡弋飛彈，北約代號SSC-X-9 Skyfall (天殞)。

## 概觀
俄羅斯國防工業領域早在冷戰時期就有設計一款核動力巡弋飛彈構想，其可以有無限長的航程能規劃複雜飛行路徑，繞開美國一些雷達或攔截系統擊中目標，且本身即使不裝備核彈頭在擊毀後的核動力裝置本身就能造成輻射沾染，達成一種戰術威慑。其實當年美國也有同類的冥王星計畫（Project Pluto） 設計一種核動力巡弋飛彈，但最終結論是難度過高且飛彈上不能設計笨重的圍阻體，造成整個飛行過程會沿路噴發核輻射物質汙染大片土地，當年美國媒體稱為「地獄武器」因為一旦發射可能自身也大量受害，最終計畫取消。
2018年3月俄羅斯總統首度證實在研發海燕核動力巡弋飛彈，且接近成功，並整理大量簡報介紹，8月份進行一次試射且公布影片但飛彈飛出一段距離約30幾公里後墜海，俄表示試驗按預計成功，西方則表示沒成功。西方消息表示俄已經試射四次以上但失敗居多，此次是唯一一次飛行一段距離，
2019年初西方媒體表示俄進行一次試射但未公開，8月8日時北方尼奧諾克薩軍事訓練場發生一場爆炸，美國官方指稱這是一次海燕試驗失敗的爆炸，但俄方表示只是試驗同位素電池連接燃料發動機時的發動機爆炸，與海燕無任何關係，處於各說各話。

### 西方猜測
詹氏公司（Jane’s IHS Markit）地面戰副主任霍克斯（Jon Hawkes）指出，這類飛彈的理論設計有兩種
- 其一使用吸氣式發動機，藉助一個小型核子反應器將空氣加熱然後噴出以產生推力
- 其二是採熱核火箭發動機，藉助核子核心將液態氫燃料加熱，然後以噴嘴噴出來產生推力。

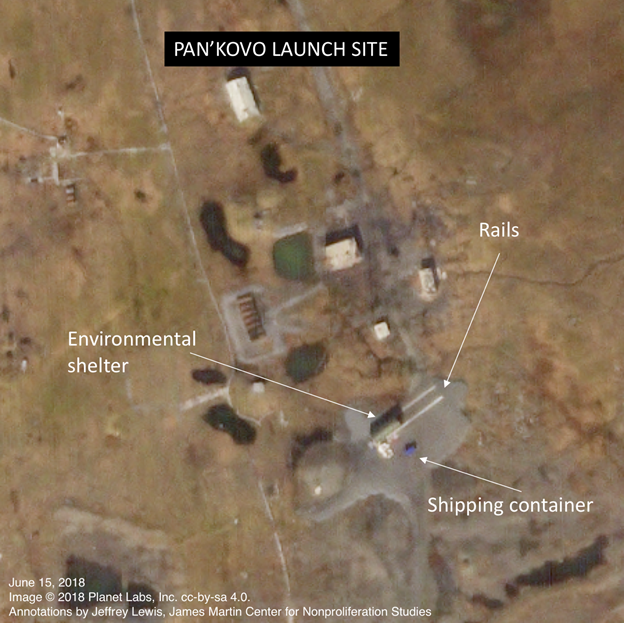
美國拍攝到的據稱是試射場

霍克斯認為，既然俄方強調這是射程無極限飛彈，那較可能採第一種設計，因為氫燃料裝置的容量有限度。
另一位英國皇家聯合軍事研究所（RUSI）研究員賈里奧蒂（Mark Galeotti）指出不知道俄國如何解決沿路噴發核輻射物質汙染問題，若此問題沒法解決依然是上世紀70年代的冷戰工程設計，那此武器只有在殊死核大戰爆發時才可能不計代價使用。